# Michel Blanc
Michel Blanc (Courbevoie, 16 aprile 1952 – Parigi, 3 ottobre 2024) è stato un attore e regista francese.

## Biografia
Unico figlio di Marcel e Jeanine Blanc, lui traslocatore e in seguito dirigente doganale, lei dattilografa e in seguito contabile, fin dall'infanzia a causa di un soffio al cuore sviluppò una forte ipocondria.
Negli anni settanta durante gli studi al liceo Pasteur de Neuilly-sur-Seine, fondò il gruppo comico teatrale Splendid assieme agli attori Thierry Lhermitte, Christian Clavier e Gérard Jugnot.
Dal 1975 in poi recitò in numerosi film cinematografici e in varie produzioni televisive, soprattutto commedie. Di alcuni film fu anche regista (per la prima volta nel 1984 in Marche à l'ombre) e sceneggiatore.
Sia come attore che come regista, fu più volte nominato al Premio César, senza però mai riuscire a vincere. In compenso al Festival di Cannes ottenne nel 1986 il premio per la miglior interpretazione maschile (per il suo ruolo nel film Lui portava i tacchi a spillo) e nel 1994 quello per la miglior sceneggiatura (Grosse fatigue).
Lavorò anche in Italia, venendo diretto da Roberto Benigni nel film Il mostro.
Michel Blanc è morto a Parigi il 3 ottobre 2024 all'età di 72 anni per uno choc anafilattico provocato dalla reazione avversa a un medicinale. 

## Filmografia

### Attore
- Le Bol d'air, regia di Charles Nemes (1975) - cortometraggio
- Che la festa cominci... (Que la fête commence), regia di Bertrand Tavernier (1975)
- La Meilleure Façon de marcher, regia di Claude Miller (1976)
- Attenti agli occhi, attenti al... (Attention les yeux !), regia di Gérard Pirès (1976)
- Je t'aime moi mon plus, regia di Serge Gainsbourg (1976)
- Caccia al montone (L'Ordinateur des pompes funèbres), regia di Gérard Pirès (1976)
- L'inquilino del terzo piano (Le Locataire), regia di Roman Polański (1976)
- Infedelmente tua (On aura tout vu), regia di Georges Lautner (1976)
- Le Diable dans la boîte, regia di Pierre Lary (1977)
- I miei vicini sono simpatici (Des enfants gâtés), regia di Bertrand Tavernier (1977)
- Vous n'aurez pas l'Alsace et la Lorraine, regia di Coluche (1977)
- Le Point de mire, regia di Jean-Claude Tramont (1977)
- Le Beaujolais nouveau est arrivé, regia di Jean-Luc Voulfow (1978)
- Chaussette surprise, regia di Jean-François Davy (1978)
- Brigade mondaine (1978)
- La Tortue sur le dos, regia di Luc Béraud (1978)
- Temps d'une république: Le bord de la mer, regia di Michel Wyn (1978) (TV)
- Les Bronzés, regia di Patrice Leconte (1978)
- Les héros n'ont pas froid aux oreilles, regia di Charles Nemes (1979)
- L'Adolescente, regia di Jeanne Moreau (1979)
- Pierrot mon ami, regia di François Leterrier (1979) (TV)
- Cause toujours... tu m'intéresses!, regia di Édouard Molinaro (1979)
- Les bronzés font du ski, regia di Patrice Leconte (1979)
- Il vizietto dell'onorevole (La Gueule de l'autre), regia di Pierre Tchernia (1979)
- Rien ne va plus, regia di Jean-Michel Ribes (1979)
- Le cheval d'orgueil, regia di Claude Chabrol (1980)
- Viens chez moi, j'habite chez une copine, regia di Patrice Leconte (1981)
- Ma femme s'appelle reviens, regia di Patrice Leconte (1982)
- Le Père Noël est une ordure, regia di Jean-Marie Poiré (1982)
- Circulez y a rien à voir!, regia di Patrice Leconte (1983)
- Papy fait de la résistance, regia di Jean-Marie Poiré (1983)
- Retenez-moi... ou je fais un malheur!, regia di Michel Gérard (1984)
- L'amico sfigato (Marche à l'ombre) (1984) - anche regia
- Nemo, regia di Arnaud Sélignac (1984)
- Drôle de samedi, regia di Tunç Okan (1985)
- Lui portava i tacchi a spillo (Tenue de soirée), regia di Bertrand Blier (1986)
- Io odio gli attori (Je hais les acteurs), regia di Gérard Krawczyk (1986)
- Due fuggitivi e mezzo (Les Fugitifs), regia di Francis Veber (1986)
- Piazza Navona, epis. La vacanza, regia di Roger Guillot (1988) (TV)
- Una notte in... camera (Une nuit à l'assemblée nationale), regia di Jean-Pierre Mocky (1988)
- Nuit d'ivresse, regia di Alain Dhénaut (1988) (TV)
- Sans peur et sans reproche, regia di Gérard Jugnot (1988)
- Palace, regia di Jean-Michel Ribes (1988) (TV)
- L'insolito caso di Mr. Hire (Monsieur Hire), regia di Patrice Leconte (1989)
- Chambre à part, regia di Jacky Cukier (1989)
- Strike It Rich, regia di James Scott (1990)
- Uranus, regia di Claude Berri (1990)
- Grazie alla vita (Merci la vie), regia di Bertrand Blier (1991)
- Les Secrets professionnels du Dr Apfelglück (1991)
- Un pesce color rosa (The Favour, the Watch and the Very Big Fish), regia di Ben Lewin (1991)
- L'ultima tempesta (Prospero's Books), regia di Peter Greenaway (1991)
- Toxic Affair, regia di Philomène Esposito (1993)
- Prêt-à-Porter, regia di Robert Altman (1994)
- Il mostro, regia di Roberto Benigni (1994)
- Il sosia - Che fatica essere se stessi (Grosse fatigue) (1994) - anche regia
- Les Grands ducs, regia di Patrice Leconte (1996)
- Baciate chi vi pare (Embrassez qui vous voudrez) (2002) - anche regia
- L'affaire Dominici, regia di Pierre Boutron (2003) (TV)
- Madame Édouard, regia di Nadine Monfils (2004)
- 93, rue Lauriston, regia di Denys Granier-Deferre (2004) (TV)
- Je vous trouve très beau, regia di Isabelle Mergault (2005)
- Les Bronzés 3 − Amis pour la vie, regia di Patrice Leconte (2006)
- I testimoni (Les Témoins), regia di André Téchiné (2007)
- Le deuxième souffle, regia di Alain Corneau (2007)
- Nos 18 ans, regia di Frédéric Berthe (2008)
- Musée haut, musée bas, regia di Jean-Michel Ribes (2008)
- La Fille du RER, regia di André Téchiné (2009)
- Une petite zone de turbulences, regia di Alfred Lot (2009)
- Et soudain tout le monde me manque, regia di Jennifer Devoldère (2011)
- Il ministro - L'esercizio dello Stato (L'Exercice de l'État), regia di Pierre Schöller (2011)
- Demi-sœur, regia di Josiane Balasko (2013) : Paul
- Amore, cucina e curry, regia di Lasse Hallström, (2014) : il sindaco
- Les souvenirs, regia di Jean-Paul Rouve : Michel, il figlio di Madeleine
- Les Nouvelles Aventures d'Aladin, regia di Arthur Benzaquen, (2015) : il sultano
- Un petit boulot, regia di Pascal Chaumeil (2016)
- Amanti & tradimenti (Voyez comme on danse), regia di Michel Blanc (2018)
- Chiamate un dottore! (Docteur?), regia di Tristan Séguéla (2019)
- Top dog - Les Cadors, regia di Julien Guetta (2022)

### Regista
- L'amico sfigato (Marche à l'ombre) (1984)
- Il sosia - Che fatica essere se stessi (Grosse fatigue) (1994)
- Mauvaise passe (1999)
- Baciate chi vi pare (Embrassez qui vous voudrez) (2002)
- Amanti & tradimenti (Voyez comme on danse) (2018)

## Doppiatori italiani
- Luca Biagini in Baciate chi vi pare, Il ministro - L'esercizio dello Stato, Chiamate un dottore!
- Vittorio Stagni in Lui portava i tacchi a spillo
- Roberto Pedicini in L'insolito caso di Mr. Hire
- Carlo Valli in Prêt-à-Porter
- Paolo Lombardi in Il mostro
- Carlo Reali in Il sosia
- Roberto Stocchi in I testimoni
- Franco Mannella in Amore, cucina e curry
- Mino Caprio in Les souvenirs